# Tamarau
Tamarauen (Bubalus mindorensis) er en lille bøffelart inden for de skedehornede pattedyr. Den er endemisk til øen Mindoro i Filippinerne, men menes også at have levet på Luzon. Den har tidligere levet overalt på Mindoro fra områder næsten ved havet til omkring 2000 m højde i bjergområder, men på grund af, at menneskene har bredt sig, og jagt på dyret lever det nu kun på enkelte, afsides beliggende græsområder og er en truet art.
I modsætning til, hvad man tidligere har troet, er tamarauen ikke en underart af carabaoen, som er en anelse større, eller en almindelig vandbøffel. Sammenlignet med carabaoen har tamarauen mere pels, har hvide markeringer i hovedet, er mere selskabelig og har kortere horn, der er noget i retning af V-formet. Tamarauen er det største, oprindelige pattedyr i Filippinerne (carabaoen er indført).